# Luisa Romero
Luisa Romero, född 1630, död 1671, var en spansk skådespelare, sångare och dansare. 
Hon var engagerad vid de kungliga teatrarna i Madrid, Teatro de la Cruz och Teatro del Príncipe. 
Hon tillhörde de mer uppmärksammade scenartisterna under sin samtid. 